# MyISAM
MyISAM era o mecanismo de armazenamento para as versões do sistema de gerenciamento de banco de dados MySQL anteriores à 5.5. Ele é baseado no antigo código ISAM mas possui muitas extensões úteis.

## Sistema de arquivos
Cada tabela MyISAM é armazenada no disco em três arquivos (se não for particionada). Os arquivos possuem nomes que começam com o nome da tabela e possuem uma extensão para indicar o tipo de arquivo. O MySQL usa um arquivo .frm para armazenar a definição da tabela, mas este arquivo não é parte do mecanismo MyISAM, em vez disso ele faz parte do servidor. O arquivo de dados possui uma extensão .MYD (MYData - em tradução livre para português MEUSDados). O arquivo de índice possui uma extensão .MYI (MYIndex - em português seria MEUÍndice).